# Brotheas amazonicus
Espèce
Synonymes
- Brotheas manauarensis Matthiesen & González-Sponga, 1989

Brotheas amazonicus est une espèce de scorpions de la famille des Chactidae.

## Distribution
Cette espèce est endémique d'Amazonas au Brésil. Elle se rencontre vers Manaus.

## Description
Brotheas amazonicus mesure de 60 à 70 mm.

## Étymologie
Son nom d'espèce lui a été donné en référence au lieu de sa découverte, l'Amazonie.

## Publication originale
- Lourenço, 1988 : Synopsis de la faune scorpionique de la région de Manaus, État d'Amazonas, Brésil, avec description de deux nouvelles espèces. Amazoniana, vol. 10, no 3, p. 327-337.